# Il grido (album)
Il grido è il dodicesimo album in studio di Umberto Tozzi, pubblicato l'11 aprile del 1996

## Il disco
Ha venduto 150 000 copie in un mese, raggiungendo  la posizione numero 3 nella classifica italiana. Tutti i testi e le musiche sono di Umberto Tozzi, prodotte e arrangiate da Greg Mathieson.

## Videoclip
Per L'album, è stato prodotto un videoclip:
1. Il grido

## Tracce
Testi e musiche di Umberto Tozzi.
1. Il grido
2. Da che parte stai
3. No keys no doors
4. E ti voglio
5. Ridammi la tua bocca
6. Monotonia rap
7. Rosanna
8. Miracolo d'amore
9. Arriverà per sempre carnevale
10. Angeli
11. No bandiere

## Formazione
- Umberto Tozzi – voce
- Abraham Laboriel – basso
- John Ferraro – batteria
- Casey Young – tastiera, programmazione
- Michael Thompson – chitarra
- Greg Mathieson – tastiera

## Classifiche
| Classifica (1996) | Posizione massima |
| ----------------- | ----------------- |
| Europa            | 59                |
| Italia            | 3                 |

### Classifiche di fine anno
| Classifica (1996) | Posizione massima |
| ----------------- | ----------------- |
| Italia            | 56                |